# Чёрный часослов Карла Смелого

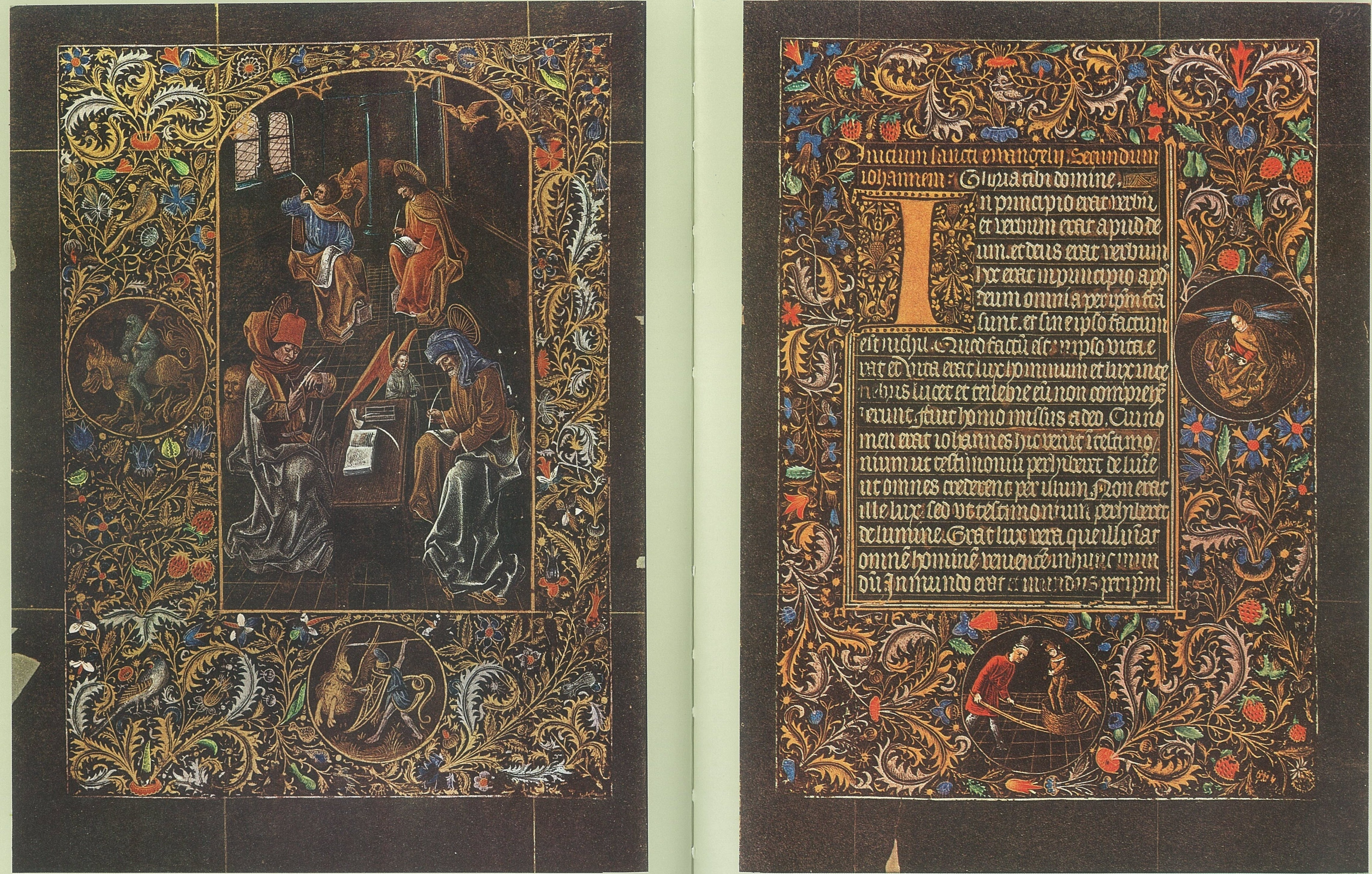
Миниатюры: слева — четыре евангелиста, справа — медальоны в бордюре Иоанн на Патмосе и иллюстрация к пословице

Чёрный Часослов Карла Смелого — часослов, выполненный по заказу герцога Бургундского Карла Смелого, хранится в Вене в Австрийской национальной библиотеке. Один из лучших образцов чёрных часословов, которые были очень популярны при бургундском дворе во второй половине XV века.

## Описание
Часослов выполнен около 1466—1476 годов (в Брюгге), в нём 154 листа размером 25х18 см. Книга содержит: службы часов, иллюстрированный календарь, 14 больших миниатюр, фигурные и орнаментированные инициалы, богато украшенные бордюры с рисованными медальонами.
Текст чёрных или траурных часословов выполнялся серебряными или золотыми чернилами на пергаментных листах, окрашенных в чёрный или пурпурный цвета. В настоящее время страницы Часослова Карла Смелого из Вены находятся в ветхом состоянии из-за разрушения пергамента красителями, для лучшей сохранности все его листы помещены между стёклами.
На одном из разворотов миниатюра слева показывает четырех евангелистов, находящихся в длинной комнате, стены которой представлены в неверной перспективе, тем не менее создающей впечатление простора и глубины. Евангелисты показаны в процессе творчества, их письменные принадлежности разбросаны на столе на переднем плане.
Текст начинается словами из Евангелия от Иоанна: В principio Erat Verbum — «В начале было Слово». На медальонах в бордюре — справа Иоанн на острове Патмос, внизу — рисунок по фламандской пословице.

## Художник
Только самые опытные художники могли преодолеть ограничения, накладываемые чёрным цветом страниц. В их число входит анонимный фламандский мастер, известный как «Мастер Антоний Бургундский», проиллюстрировавший этот молитвенник.